# آمیوگو
آمیوگو (به اسپانیایی: Ameyugo) یک شهرستان در اسپانیا است.